# (14250) Kathleenmartin
(14250) Kathleenmartin est un astéroïde de la ceinture principale.

## Description
(14250) Kathleenmartin est un astéroïde de la ceinture principale. Il fut découvert le 4 janvier 2000 à Socorro (Nouveau-Mexique) par le projet LINEAR. Il présente une orbite caractérisée par un demi-grand axe de 2,27 UA, une excentricité de 0,17 et une inclinaison de 5,3° par rapport à l'écliptique.

## Compléments